# Nuzéjouls
Nuzéjouls – miejscowość i gmina we Francji, w regionie Oksytania, w departamencie Lot.
Według danych na rok 1990 gminę zamieszkiwało 238 osób, a gęstość zaludnienia wynosiła 50 osób/km² (wśród 3020 gmin regionu Midi-Pireneje Nuzéjouls plasuje się na 825. miejscu pod względem liczby ludności, natomiast pod względem powierzchni na miejscu 1507.).